# Phare d'East Charity Shoal
Le phare d'East Charity Shoal (en anglais : East Charity Shoal Light), est un phare actif situé près de l’entrée du fleuve Saint-Laurent dans le nord-est du lac Ontario, au sud de la ville de Kingston, en Ontario (Canada), et à environ huit kilomètres au sud-ouest de l'île Wolfe
C'est au bord sud-est d'une dépression circulaire submergée de 1.000 mètres de diamètre connue sous le nom de Charity Shoal Crater (en) qui pourrait être le vestige d'un impact de météorite, dans le Comté de Jefferson (État de New York).
Il est inscrit au Registre national des lieux historiques depuis le 27 mars 2008 .

## Histoire
La tour desservait, à l'origine, le phare de Vermilion en Ohio, sur le Lac Erié de 1877 à 1929 et a été installée à son emplacement actuel en 1935. Le phare appartient désormais à des intérêts privés depuis 2009, mais des servitudes sont en place pour préserver sa fonction d’aide à la navigation.
Le phare repose sur une jetée en béton armé de 15 mètres de long de chaque côté, qui s’élève à environ 5,5 mètres au-dessus du lac Ontario. La jetée est construite sur des pilotis en bois avec un enrochement protecteur (Riprap). La tour comprend un soubassement en béton sur lequel se dresse une tour de trois étages en fonte blanche, surmontée d’une galerie et d’une lanterne peintes en noir. L'intérieur du phare comprend un sous-sol et cinq étages. La hauteur totale de la jetée et de la tour est de 17 m. La balise automatisée est alimentée par un panneau solaire et se trouve à une hauteur focale de 16 m iur une portée de 14 km. Le phare n’est pas ouvert au public, mais il est visible du phare de Tibbetts Point par temps clair.
La tour a été construite à partir de vieux canons obsolètes provenant de la bataille de Fort Sumter pendant la guerre de Sécession. Il a servi à l'origine comme phare de Vermilion en Ohio de 1877 à 1929, mais a été retiré après avoir été endommagé par une tempête de verglas. Une réplique de la tour a été installée à Vermilion en 1991.
Avant l’installation du phare d'East Charity Shoal, le haut-fond a été la cause d’au moins un naufrage, lorsque le Rosedale s’est échoué sur les rochers le 5 décembre 1897. Une bouée a d'abord été installée sur le bord Est du haut-fond, mais des échouages ont continué à se produire, ce qui a amené l'United States Lighthouse Service à mettre en place une aide à la navigation plus permanente.
La construction de la jetée en béton a commencé en 1934 et la tour a été installée en 1935. La tour était à l'origine éclairée avec une lentille de Fresnel de quatrième ordre et une lumière de 1.300 candelas alimentée à l'acétylène.
Le 23 juillet 2008, le secrétaire de l'Intérieur des États Unis a identifié le phare comme étant un excédent en vertu de la Loi de 2000 sur la préservation des phares historiques nationaux. En tant que tel, le gouvernement fédéral a offert le bien sans frais aux agences et institutions admissibles ou des organisations, avec l'accord que le bien serait entretenu et mis à disposition à des fins de préservation éducative, récréative ou historique. Aucune organisation admissible en vertu de la LNHPSA n'a été reconnue comme propriétaire du phare. En 2009, East Charity Shoal a été mis aux enchères et finalement acheté par Cyrena Nolan de Dallas, Texas, le 27 août 2009. Au moment de l'achat, Nolan avait l'intention de convertir le phare en maison de vacances. Bien que le phare ait été transféré à des propriétaires privés, le feu reste opérationnel et l’aide à la navigation (ATON) reste la propriété des garde-côtes des États-Unis. Une servitude est en place pour permettre l'accès afin de maintenir ou de modifier le feu de navigation. La servitude interdit également la construction de toute structure qui gênerait la visibilité de la lumière.

## Description
Le phare  est une tour octogonale en fonte d avec une galerie et une lanterne de 12 m de haut, sur un soubassement en béton. La tour est peinte en blanc et la lanterne est noire. Il émet, à une hauteur focale de 16 m, un éclat rouge de 0.5 secondes par période de 4 secondes. Sa portée est de 9 milles nautiques (environ 17 km).

## Caractéristiques dufeu maritime
Fréquence : 4 secondes (R)
- Lumière : 0.5 seconde
- Obscurité : 3.5 secondes

Identifiant : ARLHS : USA-970 ; USCG : 7-1760 - Admiralty : H2833.2 .

### Lien connexe
- Liste des phares de l'État de New York